# Картахена-дель-Чайра
Картахена-дель-Чайра (исп. Cartagena del Chairá) — город и муниципалитет на юге Колумбии, на территории департамента Какета.

## История
Поселение, из которого позднее вырос город, было основано в 1962 году. Муниципалитет Картахена-дель-Чайра был выделен в отдельную административную единицу 12 ноября 1985 года.

## Географическое положение

Муниципалитет Картахена-дель-Чайра

Город расположен в центральной части департамента, в пределах Амазонского природно-территориального комплекса, на правом берегу реки Кагуан, на расстоянии приблизительно 87 километров к юго-востоку от города Флоренсия, административного центра департамента. Абсолютная высота — 221 метр над уровнем моря.
Муниципалитет Картахена-дель-Чайра граничит на севере с территорией муниципалитета Сан-Висенте-дель-Кагуан, на северо-западе — с муниципалитетами Пуэрто-Рико, Эль-Донсельо, Эль-Паухиль и Ла-Монтаньита; на западе, юге и востоке — с муниципалитетом Солано. Площадь муниципалитета составляет 12 906 км².

## Население
По данным Национального административного департамента статистики Колумбии, совокупная численность населения города и муниципалитета в 2024 году составляла 32 841 человек.
Динамика численности населения муниципалитета по годам:
| 2005   | 2010   | 2015   | 2020   | 2021   | 2022   | 2023   | 2024   |
| ------ | ------ | ------ | ------ | ------ | ------ | ------ | ------ |
| 28 678 | 30 942 | 33 391 | 31 626 | 32 111 | 32 381 | 32 611 | 32 841 |

Согласно данным переписи 2005 года мужчины составляли 51,8 % от населения Картахена-дель-Чайры, женщины — соответственно 49,2 %. В расовом отношении белые и метисы составляли 96,6 % от населения города; негры, мулаты и райсальцы — 3 %; индейцы — 0,4 %.
Уровень грамотности среди всего населения составлял 83,4 %.

## Экономика
70 % от общего числа городских и муниципальных предприятий составляют предприятия торговой сферы, 20 % — промышленные предприятия, 10 % — предприятия сферы обслуживания.